# Ivan Berlaković
Ivan Berlaković ili Brlaković (Veliki Borištof, 29. svibnja, 1838. – Željezno, 23. srpnja, 1893.) gradišćanski hrvatski je katolički svećenik i pisac.
1862. je bio zaređen za svećenika i služio u svome rodnom selu Velikom Borištofu. Od 1867. godine je bio svećenik u Koljnofu i Trajštofu. Pisao je novi lekcionar i druge knjige za crkvene i duhovne potrebe na gradišćanskohrvatskom jeziku. Pisao je i prikaze iz kulture i književnosti gradišćanskih Hrvata. Javljao se u gradišćanskim listovima i kalendarima te u Viencu (1879.). Surađivao je s Mihovilom Nakovićem kod reformiranja gradišćanskog pravopisa nastojeći ga približiti hrvatskomu književnom jeziku.

## Djela
- Nature nauk za hervatszke skole (1875.)
- Evangjelja, epistole i štenja na vse nedĕlje i svetke katoličanskoga crikvenoga leta (1880.)
- Početak milostivnega mesta Loretto (1885.)